# Giovanni Maciocia
Giovanni Maciocia es un autor, profesor y terapeuta de medicina china activo desde 1974.
Maciocia publicó 7 libros que han sido traducidos a más de 10 idiomas, así como artículos escritos en revistas de medicina china como la  JCM (Journal of Chinese Medicine) editada por el también autor de medicina China  Peter Deadman. Participa así mismo en la revista Americana de Acupuntura (American Journal of Acupuncture), publicando incluso un artículo sobre el síndrome de fatiga crónica en un diario médico chino.
Tras obtener su licenciatura en Ciencias Económicas en Nápoles, se trasladó a Inglaterra donde obtuvo su título de Acupuntura en 1974 en el International College of Oriental Medicine. Estudia fitoterapia occidental en 1977 en el National Institute of Medical Herbalists y fitoterapia china de la mano del Dr.Ted Kaptchuk.
Realizó tres cursos de postgrado en la universidad de medicina tradicional china de Nanjing, una de las instituciones de más renombre de China en 1980, 1982 y 1987 y de la que es profesor adjunto visitante.
Publicó su primer libro de Medicina China, The Foundations of Chinese Medicine en 1989, quer constituye una obra de referencia de la materia y de estudio obligado para obtener la diplomatura de medicina china en varias escuelas de los Estados Unidos.
En 1995 lanzó al mercado unas líneas de fórmulas de fitoterapia china bajo del nombre de The Three Treasures (Los Tres Tesoros) y The Women´s Treasure (El Tesoro de las Mujeres) mezclando prescripciones clásicas chinas con adaptaciones modernas realizadas por él mismo
Muere el 9 de marzo de 2018 tras una larga enfermedad.

## Libros
1. "Tongue Diagnosis in Chinese Medicine", California: East-Land Press, 1995. ISBN 978-0-9396-1619-0 (Traducido al español como Diagnóstico por la Lengua en Medicina China)
2. "The Foundations of Chinese Medicine", New York, Churchill Livingstone, 2005. ISBN 978-0-4430-7489-9  (Traducido al español como Los Fundamentos de la Medicina China)
3. "The Practice of Chinese Medicine", New York, Churchill Livingstone, 2008. ISBN 978-0-443-07490-5   (Traducido al español como La Práctica de la Medicina China)
4. "Obstetrics and Gynecology in Chinese Medicine", New York, Churchill Livingstone, 2011. ISBN 978-0-443-10422-0
5. "Diagnosis in Chinese Medicine", New York, Churchill Livingstone, 2004. ISBN 978-0-4430-6448-7
6. "The Channels of Acupuncture", New York, Churchill Livingstone, 2006. ISBN 978-0-443-07491-2
7. "The Psyche in Chinese Medicine", New York, Churchill Livingstone, 2009. ISBN 978-0-7020-2988-2 (Traducido al español como La Psique en Medicina China)

## Artículos
- El Canal del Corazón (enlace roto disponible en Internet Archive; véase el historial, la primera versión y la última).
- The Penetrating Vessel. NZRA Journal of TCM, Winter 2006 (enlace roto disponible en Internet Archive; véase el historial, la primera versión y la última).
- Blood Deficiency.European Journal of Oriental Medicine 2012
- The Ethereal Soul. Jing Shen, College of Integrated Chinese Medicine 2012, Issue 2. 2008
- Chemotherapy and Anti-Oxidants
- On Pain
- Influenza
- Post-Natal Depression
- On Terminology
- Questions and Answers. Crane Herb Company

Most Common Chinese Herb Formulas

## Entrevistas
- Entrevista The Lantern